# Филиппини, Андре
Андре Филиппини (итал. André Filippini, 13 сентября 1924, Сьон, Швейцария — 18 ноября 2013, там же) — швейцарский бобслеист, бронзовый призёр зимних Олимпийских игр 1952 года в Осло.

## Биография
Старт на зимних Олимпийских играх в Осло (1952) в составе швейцарской «четверки», которая завоевала бронзовую медаль, стала единственным крупным соревнованием, в котором спортсмен принял участие.
В 1971—1977 гг. он являлся президентом футбольного клуба ФК «Сьон». Был известным в Швейцарии бизнесменом в сфере строительства, оказался вовлечен в так называемое «дело SAVRO», когда в 1977 году четверо сотрудников этой фирмы сожгли 1820 килограммов бухгалтерских документов. По делу были арестованы тринадцать человек по обвинению в коррупции, трое из них, включая Филиппини, были признаны виновными и приговорены к восьми годам лишения свободы и крупному денежному штрафу.